# Mercadeo digital

Ingresos publicitarios como porcentaje del producto interior bruto de Estados Unidos, mostrando los componentes impreso, audiovisual y digital Fuente: Measuring the "Free" Digital Economy Within the GDP and Productivity Accounts. SSRN.com 37 (Fig. 3). Social Science Research Network publishing working paper 17-37 of the Research Department, Federal Reserve Bank of Philadelphia (24 de octubre de 2017).

El mercadeo digital o marketing digital es el componente de la mercadotecnia que utiliza internet y tecnologías digitales en línea, como computadoras de escritorio, teléfonos móviles y otras plataformas y medios digitales para promover productos y servicios. Su desarrollo durante las décadas de 1990 y 2000 cambió la forma en que las marcas y las empresas utilizan la tecnología para el mercadeo. A medida que las plataformas digitales se incorporaron cada vez más a los planes de mercadeo y la vida cotidiana, y a medida que las personas utilizan cada vez más dispositivos digitales en lugar de visitar tiendas físicas, las campañas de mercadeo digital se han vuelto frecuentes, empleando combinaciones de optimización de motores de búsqueda (OMB), mercadotecnia en motores de búsqueda (MMB), marketing de contenidos, mercadotecnia influyente, automatización de contenidos, mercadeo de campañas, mercadeo basado en datos, mercadeo de comercio electrónico, mercadotecnia en medios sociales, optimización de medios sociales, Email marketing, la publicidad gráfica, los libros electrónicos y los juegos y discos ópticos se han convertido en algo común. El mercadeo digital se extiende a los canales que no son de Internet que proporcionan medios digitales, como televisión, teléfonos móviles (SMS y MMS), devolución de llamada y tonos de llamada en espera. La extensión a canales distintos de Internet diferencia el mercadeo digital del mercadeo en línea.

## Término
El mercadeo digital también se conoce como "mercadeo en línea", "marketing en Internet" o "mercadeo web". El término mercadeo digital o marketing digital ha ganado popularidad con el tiempo. En los Estados Unidos, el mercadeo en línea sigue siendo un término popular. En Italia, el mercadeo digital se conoce como mercadeo web. El mercadeo digital mundial se ha convertido en el término más común, especialmente después del año 2013.Según Oracle (s.f.), "El marketing digital es el conjunto de estrategias que se usan para promocionar una marca en internet. Se vale de canales digitales como sitios web, redes sociales, correo electrónico, y aplicaciones móviles" (Oracle).

## Historia

### 1970
El desarrollo del mercadeo digital es inseparable del desarrollo tecnológico. Uno de los primeros eventos clave ocurrió en 1971, cuando Ray Tomlinson envió el primer correo electrónico y su tecnología configuró la plataforma para permitir que las personas enviaran y recibieran archivos a través de diferentes máquinas.

### 1980
En la década de 1980, la capacidad de almacenamiento de las computadoras ya era lo suficientemente grande como para almacenar grandes volúmenes de información de los clientes. Las empresas comenzaron a elegir técnicas en línea, como la mercadotecnia de bases de datos, en lugar de un intermediario de listas limitadas. Este tipo de bases de datos permitieron a las empresas rastrear la información de los clientes de manera más efectiva, transformando así la relación entre comprador y vendedor. Sin embargo, el proceso manual no fue tan eficiente.

### 1990
Sin embargo, el período más reconocible como el inicio del mercadeo digital es 1990, ya que aquí fue donde se creó el motor de búsqueda Archie como índice para sitios FTP.
En la década de 1990, se acuñó por primera vez el término Mercadeo Digital. Con el debut de la arquitectura servidor/cliente y la popularidad de las computadoras personales, las Customer relationship management (CRM) se convirtieron en un factor importante en la tecnología de mercadeo. La feroz competencia obligó a los proveedores a incluir más servicios en su software, por ejemplo, aplicaciones de mercadeo, ventas y servicios. Los especialistas en mercadeo también pudieron poseer enormes datos de clientes en línea mediante el software ECRM después del nacimiento de Internet. Las empresas podrían actualizar los datos de las necesidades del cliente y obtener las prioridades de su experiencia. Esto llevó a que se publicara el primer banner publicitario en el que se podía hacer clic en 1994, que fue la campaña "Vas a" de AT&T y durante los primeros cuatro meses de su publicación, el 44% de todas las personas que lo vieron hicieron clic en el anuncio.

### 2000
En la década de 2000, con un número creciente de usuarios de Internet y el nacimiento del iPhone, los clientes comenzaron a buscar productos y tomar decisiones sobre sus necesidades en línea primero, en lugar de consultar a un vendedor, lo que creó un nuevo problema para el departamento de mercadeo de una empresa. Además, una encuesta realizada en 2000 en el Reino Unido reveló que la mayoría de los minoristas no habían registrado su propia dirección de dominio. Estos problemas alentaron a los especialistas en mercadeo a encontrar nuevas formas de integrar la tecnología digital en el desarrollo del mercado.
En 2007, la automatización del mercadeo se desarrolló como respuesta al clima de mercadeo en constante evolución. La automatización del mercadeo es el proceso mediante el cual se utiliza software para automatizar los procesos de mercadeo convencionales. La automatización del mercadeo ayudó a las empresas a segmentar a los clientes, lanzar campañas de mercadeo multicanal y proporcionar información personalizada para los clientes. Sin embargo, la velocidad de su adaptabilidad a los dispositivos de consumo no fue lo suficientemente rápida.
El mercadeo digital se volvió más sofisticado en las décadas de 2000 y 2010, cuando la proliferación de dispositivos capaces de acceder a los medios digitales condujo a un crecimiento repentino. Las estadísticas elaboradas en 2012 y 2013 mostraron que el mercadeo digital seguía creciendo. Con el desarrollo de los medios sociales en la década de 2000, como LinkedIn, Facebook, YouTube y Twitter, los consumidores se volvieron altamente dependientes de la electrónica digital en su vida diaria. Por lo tanto, esperaban una experiencia de usuario perfecta en diferentes canales para buscar información de productos. El cambio de comportamiento del consumidor mejoró la diversificación de la tecnología de mercadeo.
El crecimiento de los medios digitales se estimó en 4,5 billones de anuncios en línea publicados anualmente con un gasto en medios digitales del 48% en 2010. Una parte cada vez mayor de la publicidad proviene de empresas que emplean la Publicidad Conductual en Línea (PCL) para adaptar la publicidad a los usuarios de Internet, pero la PCL suscita preocupación por la privacidad del consumidor y la protección de datos personales.

## Nuevo enfoque de mercadeo no lineal
El mercadeo no lineal, un tipo de mercadeo interactivo, es un enfoque de mercadeo a largo plazo que se basa en las empresas que recopilan información sobre las actividades en línea de un usuario de Internet y tratan de ser visibles en varias áreas.
A diferencia de las técnicas de mercadeo tradicionales, que involucran mensajes directos y unidireccionales a los consumidores (a través de publicidad impresa, televisiva y radial), las estrategias de mercadeo digital no lineal se centran en llegar a los clientes potenciales a través de múltiples canales en línea.
Combinado con un mayor conocimiento del consumidor y la demanda de ofertas para el consumidor más sofisticadas, este cambio ha obligado a muchas empresas a reconsiderar su estrategia de alcance y adoptar o incorporar técnicas de mercadeo omnicanal y no lineal para mantener la exposición, el compromiso y el alcance de la marca suficientes.
Las estrategias de mercadeo no lineal implican esfuerzos para adaptar la publicidad a diferentes plataformas, y para adaptar la publicidad a diferentes compradores individuales en lugar de una gran audiencia coherente.
Las tácticas pueden incluir:
- Optimización de motores de búsqueda (OMB): crear contenido capaz de aparecer en los primeros lugares de búsqueda en cualquier navegador.
- Mercadotecnia en medios sociales: utilizar las redes sociales como Facebook, Instagram, TikTok para llegar al público objetivo.
- Comunicaciones de mercadotecnia
- Email marketing: es el envío de correos electrónicos sobre noticias, lanzamientos y otros eventos de una empresa.
- Marketing de contenidos: las empresas utilizan una serie de tácticas para encontrar a sus prospectos, estos pueden incluir contenidos como infografías, videos informativos, guías, libros electrónicos, etc.[32]
- Blog: es un sitio en internet donde se publica información de valor para el buyer persona.
- Publicidad en Internet
- Búsqueda pagada/publicidad contextual

Algunos estudios indican que las respuestas de los consumidores a los enfoques de mercadeo tradicionales son cada vez menos predecibles para las empresas. Según un estudio de 2018, casi el 90% de los consumidores en línea en los Estados Unidos investigó productos y marcas en línea antes de visitar la tienda o realizar una compra. El Global Web Index estimó que en 2018, un poco más del 50% de los consumidores investigaron productos en las redes sociales. Las empresas a menudo confían en las personas que presentan sus productos de manera positiva en las redes sociales y pueden adaptar su estrategia de mercadeo para dirigirse a personas con un gran número de seguidores en las redes sociales para generar tales comentarios. De esta manera, las empresas pueden utilizar a los consumidores para publicitar sus productos o servicios, disminuyendo el costo para la empresa.

## Reconocimiento de la marca
Uno de los objetivos claves del mercadeo digital moderno es aumentar el conocimiento de la marca, el grado en que los clientes y el público en general están familiarizados con una marca en particular y la reconocen.
Mejorar el conocimiento de la marca es importante en el mercadeo digital y el mercadeo en general, debido a su impacto en la percepción de la marca y la toma de decisiones del consumidor. Según el ensayo de 2015, "Impacto de la Marca en el Comportamiento del Consumidor":
“El conocimiento de la marca, como una de las dimensiones fundamentales del valor de la marca, a menudo se considera un requisito previo de la decisión de compra de los consumidores, ya que representa el factor principal para incluir una marca en el conjunto de consideraciones. El conocimiento de la marca también puede influir en la evaluación del riesgo percibido por los consumidores y su confianza en la decisión de compra, debido a la familiaridad con la marca y sus características”.
Las tendencias recientes muestran que las empresas y los especialistas en mercadeo digital están priorizando el conocimiento de la marca, centrándose más en sus esfuerzos de mercadeo digital para cultivar el reconocimiento y el recuerdo de la marca que en años anteriores. Esto se evidencia en un estudio del Content Marketing Institute de 2019, que encontró que el 81% de los especialistas en mercadeo digital han trabajado para mejorar el reconocimiento de marca durante el año pasado.
Otra encuesta del Content Marketing Institute reveló que el 89% de los especialistas en mercadeo B2B creen que mejorar el conocimiento de la marca es más importante que los esfuerzos dirigidos a aumentar las ventas.
Aumentar el conocimiento de la marca es un enfoque de la estrategia de mercadeo digital por varias razones:
- El crecimiento de las compras en Internet. Una encuesta de Statista proyecta que 230.5 millones de personas en los Estados Unidos utilizarán Internet para comprar productos para 2021, frente a los 209.6 millones en 2016.[41] La investigación de la firma de software empresarial Salesforce encontró que el 87% de las personas comenzaron a buscar productos y marcas en canales digitales en 2018.[42]
- El papel de la interacción digital en el comportamiento del cliente. Se estima que el 70% de todas las compras minoristas realizadas en los Estados Unidos están influenciadas hasta cierto punto por una interacción con una marca en línea.[43]
- La creciente influencia y el papel del conocimiento de la marca en la toma de decisiones de los consumidores en línea: el 82% de los compradores en línea que buscan servicios dan preferencia a las marcas que conocen.[44]
- El uso, la conveniencia y la influencia de las redes sociales. Un informe reciente de Hootsuite estimó que había más de 3.400 millones de usuarios activos en las plataformas de redes sociales, un aumento del 9% desde 2018.[45] Una encuesta de 2019 realizada por The Manifest afirma que el 74% de los usuarios de redes sociales siguen marcas en los sitios sociales, y el 96% de las personas que siguen negocios también interactúan con esas marcas en las plataformas sociales.[46] Según Deloitte, uno de cada tres consumidores estadounidenses se ve influenciado por las redes sociales al comprar un producto, mientras que el 47% de los millennials tienen en cuenta su interacción con una marca en las redes sociales al realizar una compra.[47]

## Métodos en línea utilizados para crear conciencia de marca
Las estrategias de mercadeo digital pueden incluir el uso de uno o más canales y técnicas en línea (omnicanal) para aumentar el conocimiento de la marca entre los consumidores. 
Crear conciencia de marca puede involucrar métodos/herramientas como:

### Optimización de motores de búsqueda (OMB)
Se pueden utilizar técnicas de optimización de motores de búsqueda para mejorar la visibilidad de los sitios web comerciales y el contenido relacionado con la marca para consultas de búsqueda comunes relacionadas con la industria.
Se dice que la importancia del OMB para aumentar el conocimiento de la marca se correlaciona con la creciente influencia de los resultados de búsqueda y las funciones de búsqueda, como fragmentos destacados, paneles de conocimiento y OMB local en el comportamiento del cliente.

### Mercadeo de motores de búsqueda (MMB)
MMB, también conocido como publicidad PPC, implica la compra de espacio publicitario en posiciones visibles y prominentes en la parte superior de las páginas de resultados de búsqueda y sitios web. Se ha demostrado que los anuncios de búsqueda tienen un impacto positivo en el reconocimiento, la notoriedad y las conversiones de la marca.
El 33% de los usuarios que hacen clic en anuncios pagados lo hacen porque responden directamente a su consulta de búsqueda en particular.

### Mercadeo de medios sociales
El 70% de los especialistas en mercadeo consideran que aumentar el conocimiento de la marca es su objetivo número uno para el mercadeo en las plataformas de redes sociales. Facebook, Instagram, Twitter y YouTube figuran como las principales plataformas utilizadas actualmente por los equipos de marketing de redes sociales.

### Mercadeo de contenidos
El 56% de los especialistas en mercadeo cree que el contenido personalizado (blogs, artículos, actualizaciones sociales, videos, páginas de destino centrados en la marca) mejora el recuerdo y la participación de la marca.
Según Mentionlytics, una estrategia de contenido activa y coherente que incorpore elementos de creación de contenido interactivo, publicación en redes sociales y blogs invitados puede mejorar el conocimiento de la marca y la lealtad en un 88%.

### Wikimarketing
Es un tipo de marketing en Internet que consiste en editar y escribir una entrada en Wikipedia con el fin de publicitar o promocionar una empresa, persona o un tema.
También se considera new media marketing conocido como wiki marketing.
Algunos objetivos son aumentar la legitimidad y optimización en el posicionamiento en buscadores.

## Desarrollos y características
Uno de los grandes cambios que se produjeron en el mercadeo tradicional fue la "aparición del mercadeo digital" (Patrutiu Baltes, Loredana, 2015), esto propició la reinvención de las estrategias de mercadeo con el fin de adaptarse a este gran cambio en el mercadeo tradicional (Patrutiu Baltes, Loredana, 2015).
Dado que el mercadeo digital depende de la tecnología que está en constante evolución y cambios rápidos, se deben esperar las mismas características de los desarrollos y estrategias de mercadeo digital. Esta parte es un intento de calificar o segregar los aspectos destacados notables existentes y en uso al momento de la publicación.

### Segmentación
Se ha puesto más énfasis en la segmentación dentro del marketing digital, con el fin de apuntar a mercados específicos tanto en los sectores de empresa a empresa como de empresa a consumidor.

### Mercadeo de influencers
Los nodos importantes se identifican dentro de las comunidades relacionadas, conocidas como influencers. Este se está convirtiendo en un concepto importante en la focalización digital. Los influencers permiten que las marcas aprovechen las redes sociales y las grandes audiencias disponibles en muchas de estas plataformas. Es posible llegar a personas influyentes a través de publicidad pagada, como Facebook Advertising o campañas de Google Adwords, o mediante un sofisticado software sCRM (gestión de relaciones con el cliente social), como SAP C4C, Microsoft Dynamics, Sage CRM y Salesforce CRM. Muchas universidades ahora se enfocan, a nivel de maestría, en estrategias de participación para personas influyentes.
En resumen, el mercadeo digital Pull se caracteriza por consumidores que buscan activamente contenido de mercadeo, mientras que el mercadeo digital Push ocurre cuando los especialistas en mercadeo envían mensajes sin que los destinatarios busquen activamente ese contenido.

### La publicidad basada en el comportamiento en línea
Es la práctica de recopilar información sobre la actividad en línea de un usuario a lo largo del tiempo, "en un dispositivo particular y en diferentes sitios web no relacionados, con el fin de ofrecer anuncios adaptados a los intereses y preferencias de ese usuario. Dichos anuncios se personalizan según el comportamiento y el patrón del usuario.

### Entorno colaborativo
Se puede establecer un entorno colaborativo entre la organización, el proveedor de servicios de tecnología y las agencias digitales para optimizar el esfuerzo, el intercambio de recursos, la reutilización y las comunicaciones. Además, las organizaciones están invitando a sus clientes para que los ayuden a comprender mejor cómo atenderlos. Esta fuente de datos se denomina Contenido generado por el usuario. Gran parte de esto se adquiere a través de los sitios web de la empresa, donde la organización invita a las personas a compartir ideas que luego son evaluadas por otros usuarios del sitio. Las ideas más populares se evalúan e implementan de alguna forma. El uso de este método de adquisición de datos y desarrollo de nuevos productos puede fomentar la relación de la organización con su cliente, así como generar ideas que de otro modo se pasarían por alto. UGC es publicidad de bajo costo, ya que proviene directamente de los consumidores y puede ahorrar costos de publicidad para la organización.

### Publicidad basada en datos
Los usuarios generan una gran cantidad de datos en cada paso que dan en el camino del recorrido del cliente y las marcas ahora pueden usar esos datos para activar a su audiencia conocida con la compra de medios programática basada en datos. Sin exponer la privacidad de los clientes, los datos de los usuarios se pueden recopilar de canales digitales (por ejemplo, cuando el cliente visita un sitio web, lee un correo electrónico o inicia e interactúa con la aplicación móvil de una marca), las marcas también pueden recopilar datos de interacciones con los clientes mundiales, como visitas a tiendas físicas y de conjuntos de datos de motores de ventas y CRM. También conocida como marketing basado en personas o medios direccionables, la publicidad basada en datos permite a las marcas encontrar a sus clientes leales en su audiencia y ofrecer en tiempo real una comunicación mucho más personal, muy relevante para el momento y las acciones de cada cliente.
Una consideración importante hoy al decidir una estrategia es que las herramientas digitales han democratizado el panorama promocional.

### Remercadeo
El remercadeo juega un papel importante en el mercadeo digital. Esta táctica permite a los especialistas en mercadeo publicar anuncios dirigidos frente a una categoría de interés o una audiencia definida, generalmente llamados buscadores en el lenguaje web, que han buscado productos o servicios particulares o han visitado un sitio web con algún propósito.

### Publicidad de Juegos
Los anuncios de juegos son anuncios que existen dentro de la computadora o los videojuegos. Uno de los ejemplos más comunes de publicidad en juegos son las vallas publicitarias que aparecen en los juegos deportivos. Los anuncios en el juego también pueden aparecer como productos de marca como armas, autos o ropa que existen como símbolos de estado de juego.
La nueva era digital ha permitido a las marcas dirigirse de forma selectiva a sus clientes que pueden estar potencialmente interesados en su marca o en función de sus intereses de navegación anteriores. Las empresas ahora pueden usar las redes sociales para seleccionar el rango de edad, la ubicación, el género y los intereses de quienes les gustaría que se vea su publicación específica. Además, según el historial de búsqueda reciente de un cliente, se puede "seguir" en Internet para que vean anuncios de marcas, productos y servicios similares, Esto permite a las empresas dirigirse a los clientes específicos que saben y sienten que se beneficiarán más de su producto o servicio, algo que tenía capacidades limitadas hasta la era digital.

### Comunicación bidireccional
La mercadotecnia realizada en plataformas como redes sociales o páginas web, puede ser bidireccional, es decir permite a las marcas interactuar con las personas que están interesadas en los productos y servicios y pueden realizar un acercamiento más productivo a la hora de vender. Esta característica, también permite a los usuarios crear contenido referente a la marca, llamado User Generated Content. Que es una estrategia caracterizada por la contribución de parte de los usuarios sobre un producto. Asimismo, permite que la promoción realizada sea naturalmente creativa y sea accesible ya que es generalmente accesible porque se publica online. Teniendo como beneficio: 
- Promoción de bajo costo.
- Contenido que es más confiable por sus usuarios.
- Contenido fresco, ya que los usuarios constantemente aportan sobre los productos/ servicios consumidos.

### Comunicaciones multicanal
Tecnologías de mensajes de push y pull (empuje y jale) pueden ser usados en conjunción. Por ejemplo, una campaña de correo electrónico puede incluir un anuncio tipo banner o un enlace a una descarga de contenido.

#### Autorregulación
El ICC Code ha integrado las reglas que se aplican para las comunicaciones de mercadotecnia que utilizan medios digitales interactivos en todas las directrices. También hay una sección totalmente actualizada relativa a cuestiones específicas a las técnicas de los medios digitales interactivos y plataformas. El Código de autorregulación sobre el uso de medios digitales interactivos incluye:
- Mecanismos claros y transparentes para que los consumidores puedan optar por ser o no ser recogidos sus datos con fines publicitarios o de mercadotecnia;
- Indicación clara de que un sitio de tipo red social es comercial y está bajo el control o la influencia de un vendedor;
- Los límites se establecen para que los vendedores se comuniquen directamente sólo cuando haya motivos razonables para creer que el consumidor tiene un interés en lo que se ofrece.
- El respeto de las reglas y normas de una conducta comercial aceptable en las redes sociales y la publicación de mensajes de mercadotecnia sólo cuando el foro o sitio ha indicado claramente su voluntad de recibirlas.
- Especial atención y protección a los niños.

### Técnicas de Mercadotecnia Digital
Algunas de las técnicas de Mercadotecnia Digital más importantes son:
- Analítica web
- Posicionamiento en buscadores (SEO)
- Publicidad en buscadores (SEM)
- Publicidad por correo electrónico
- Redes sociales
- Publicidad en redes sociales
- Comercio electrónico
- Mercadotecnia de contenidos
- Publicidad en pantalla
- Mercadotecnia móvil
- Administración de comunidades
- Real-Time Bidding (RTB)
- Automatización de mercadotecnia
- Mercadotecnia en video

### Inteligencia de la Mercadotecnia Digital
La utilización globalizada de las diferentes técnicas de Mercadotecnia Digital, recopila cada segundo una cantidad impresionante de información privilegiada acerca de los gustos, preferencias, horarios y rutas de ubicación de los usuarios de Internet. Esta información es clasificada y segmentada como nunca antes se había hecho en la historia de la humanidad. El Internet y el Comercio Electrónico han logrado crear una "Sociedad de Consumo Digital" fácilmente predecible y por lo tanto manipulable por los grandes consorcios, gobiernos y círculos de poder.

## Estrategia

### Planificación
La planificación del mercadeo digital es un término utilizado en la gestión del mercadeo. Describe la primera etapa de la formación de una estrategia de mercadeo digital para el sistema de mercadeo digital más amplio. La diferencia entre la planificación del mercadeo digital y la tradicional es que utiliza herramientas de comunicación y tecnología de base digital, como Social, Web, Móvil, Scannable Surface. Sin embargo, ambos están alineados con la visión, la misión de la empresa y la estrategia comercial global.

### Etapas de planificación
Utilizando el enfoque del Doctor Dave Chaffey, la planificación del mercadeo digital (PMD) tiene tres etapas principales: Oportunidad, Estrategia y Acción. Sugiere que cualquier empresa que busque implementar una estrategia de mercadeo digital exitosa debe estructurar su plan teniendo en cuenta la oportunidad, la estrategia y la acción. Este enfoque estratégico genérico a menudo tiene fases de revisión de la situación, establecimiento de objetivos, formulación de estrategias, asignación de recursos y seguimiento.

#### Oportunidad
Para crear un DMP eficaz, una empresa primero debe revisar el mercado y establecer objetivos "SMART" (específicos, medibles, procesables, relevantes y de duración determinada). Pueden establecer objetivos SMART revisando los puntos de referencia actuales y los indicadores clave de rendimiento (ICR) de la empresa y la competencia. Es pertinente que los análisis utilizados para los ICR se adapten al tipo, objetivos, misión y visión de la empresa.
Las empresas pueden buscar oportunidades de mercadeo y ventas al revisar su propio alcance, así como el alcance de los influencers. Esto significa que tienen una ventaja competitiva porque pueden analizar la influencia de sus co-comercializadores y las asociaciones de marcas.
Para aprovechar la oportunidad, la empresa debe resumir las personalidades de sus clientes actuales y el viaje de compra de esto, pueden deducir su capacidad de mercadeo digital. Esto significa que necesitan formarse una imagen clara de dónde se encuentran actualmente y cuántos recursos pueden asignar para su estrategia de mercadeo digital, es decir, mano de obra, tiempo, etc. Al resumir el viaje de compra, también pueden reconocer las brechas y el crecimiento para futuras oportunidades de mercadeo. que cumplirá objetivos o propondrá nuevos objetivos y aumentará las ganancias.

#### Estrategia
Para crear una estrategia digital planificada, la empresa debe revisar su propuesta digital (lo que está ofreciendo a los consumidores) y comunicarla utilizando técnicas digitales de orientación al cliente. Por lo tanto, deben definir la propuesta de valor en línea (PVL), esto significa que la empresa debe expresar claramente lo que están ofreciendo a los clientes en línea, por ejemplo, posicionamiento de marca.
La empresa también debe (re) seleccionar los segmentos del mercado objetivo y las personas y definir enfoques de orientación digital.
Después de hacer esto de manera efectiva, es importante revisar la combinación de mercadeo para las opciones en línea. La combinación de marketing comprende las 4 P: Producto, Precio, Promoción y Lugar. Algunos académicos han agregado tres elementos adicionales a las 4 P tradicionales del proceso de mercadeo, el lugar y la apariencia física, lo que las convierte en las 7 P del mercadeo.

#### Acción
La tercera y última etapa requiere que la empresa establezca un presupuesto y sistemas de gestión; estos deben ser puntos de contacto medibles, como la audiencia a la que se llega en todas las plataformas digitales. Además, los especialistas en mercadeo deben asegurarse de que los sistemas de gestión y presupuesto integren los medios pagados, propios y ganados de la empresa. La acción y la etapa final de planificación también requieren que la empresa establezca la creación de contenido medible, por ejemplo, medios en línea orales, visuales o escritos.
Después de confirmar el plan de mercadeo digital, se debe codificar un formato programado de comunicaciones digitales (por ejemplo, diagrama de Gantt) en todas las operaciones internas de la empresa. Esto asegura que todas las plataformas utilizadas estén alineadas y se complementen entre sí para las etapas posteriores de la estrategia de mercadeo digital.

### Entendiendo el mercado
Una forma en que los especialistas en mercadeo pueden llegar a los consumidores y comprender su proceso de pensamiento es a través de lo que se denomina un mapa de empatía. Un mapa de empatía es un proceso de cuatro pasos. El primer paso es hacer preguntas que el consumidor estaría pensando en su demografía. El segundo paso es describir los sentimientos que puede tener el consumidor. El tercer paso es pensar en lo que diría el consumidor en su situación. El paso final es imaginar lo que el consumidor intentará hacer basándose en los otros tres pasos. Este mapa es para que los equipos de mercadeo puedan ponerse en sus zapatos de demografía objetivo. La analítica web también es una forma muy importante de comprender a los consumidores. Muestran los hábitos que las personas tienen en línea para cada sitio web. Una forma particular de estos análisis es el análisis predictivo, que ayuda a los especialistas en mercadeo a determinar en qué ruta están los consumidores. Esto utiliza la información recopilada de otros análisis y luego crea diferentes predicciones de lo que hará la gente para que las empresas puedan elaborar estrategias sobre qué hacer a continuación, de acuerdo con las tendencias de la gente.
- Comportamiento del consumidor: los hábitos o actitudes de un consumidor que influyen en el proceso de compra de un producto o servicio.[80] El comportamiento del consumidor afecta prácticamente a todas las etapas del proceso de compra, específicamente en relación con los entornos y dispositivos digitales.[80]
- Análisis predictivo: una forma de extracción de datos que implica la utilización de datos existentes para predecir posibles tendencias o comportamientos futuros.[81] Puede ayudar a las empresas a predecir el comportamiento futuro de los clientes.
- Persona del comprador: mediante la investigación del comportamiento del consumidor con respecto a hábitos como el conocimiento de la marca y el comportamiento de compra para perfilar los posibles clientes.[81] Establecer una personalidad de comprador ayuda a una empresa a comprender mejor a su audiencia y sus deseos/necesidades específicos.
- Estrategia de mercadeo: planificación estratégica empleada por una marca para determinar el posicionamiento potencial dentro de un mercado, así como el público objetivo potencial; implica dos elementos clave: segmentación y posicionamiento.[81] Al desarrollar una estrategia de mercadeo, una empresa puede anticipar y planificar mejor cada paso del proceso de mercadeo y compra.

## Formas ineficaces de mercadeo digital
La actividad de mercadeo digital sigue creciendo en todo el mundo según el índice de mercadeo global de titulares. Un estudio publicado en septiembre de 2018 encontró que los desembolsos globales en tácticas de mercadeo digital se acercan a los $100 mil millones. Los medios digitales continúan creciendo rápidamente; mientras los presupuestos de mercadeo se expanden, los medios tradicionales están disminuyendo (World Economics, 2015). Los medios digitales ayudan a las marcas a llegar a los consumidores para que interactúen con su producto o servicio de forma personalizada. Cinco áreas, que se describen como prácticas actuales de la industria que a menudo son ineficaces son la priorización de clics, el equilibrio de la búsqueda y la visualización, la comprensión de los dispositivos móviles, la orientación, la visibilidad, la seguridad de la marca y el tráfico no válido y la medición multiplataforma (Whiteside, 2016). Por qué estas prácticas son ineficaces y algunas formas de hacer que estos aspectos sean efectivos se discuten en torno a los siguientes puntos.

### Priorizar los clics
Dar prioridad a los clics se refiere a los anuncios gráficos de clics, aunque es ventajoso por ser "simple, rápido y económico", las tasas de anuncios gráficos en 2016 son solo del 0.10 por ciento en los Estados Unidos. Esto significa que uno de cada mil anuncios de clic es relevante y, por lo tanto, tiene poco efecto. Esto muestra que las empresas de mercadeo no deben usar anuncios de clic para evaluar la eficacia de los anuncios gráficos (Whiteside, 2016).

### Equilibrio de búsqueda y visualización
Es importante equilibrar la búsqueda y la visualización de anuncios gráficos digitales; los especialistas en mercadeo tienden a mirar la última búsqueda y atribuir toda la efectividad de esta. Esto, a su vez, ignora otros esfuerzos de mercadeo, que establecen el valor de la marca en la mente del consumidor. ComScore determinó a partir de datos en línea, producidos por más de cien minoristas multicanal, que el mercadeo de pantallas digitales presenta fortalezas en comparación con la búsqueda paga o posicionada junto a ella (Whiteside, 2016). Es por eso que se recomienda que cuando alguien hace clic en un anuncio gráfico, la empresa abre una página de destino, no su página de inicio. Una página de destino normalmente tiene algo para atraer al cliente a buscar más allá de esta página. T Normalmente, los especialistas en mercadeo ven un aumento de las ventas entre las personas expuestas a un anuncio de búsqueda. Pero se debe considerar el hecho de cuántas personas puede llegar con una campaña de display en comparación con una campaña de búsqueda. Los minoristas multicanal tienen un mayor alcance si la visualización se considera en sinergia con las campañas de búsqueda. En general, tanto los aspectos de búsqueda como de display se valoran a medida que las campañas de display generan conocimiento de la marca, de modo que es probable que más personas hagan clic en estos anuncios digitales cuando ejecutan una campaña de búsqueda (Whiteside, 2016).
Comprensión de los dispositivos móviles: Comprender los dispositivos móviles es un aspecto importante del mercadeo digital porque los teléfonos inteligentes y las tabletas ahora son responsables del 64% del tiempo que los consumidores estadounidenses están en línea (Whiteside, 2016). Las aplicaciones brindan una gran oportunidad y un desafío para los especialistas en mercadeo porque, en primer lugar, la aplicación debe descargarse y, en segundo lugar, la persona debe usarla. Esto puede ser difícil ya que "la mitad del tiempo dedicado a las aplicaciones de teléfonos inteligentes se produce en la aplicación individual más utilizada por los individuos y casi el 85% de su tiempo en las cuatro aplicaciones mejor calificadas" (Whiteside, 2016). La publicidad móvil puede ayudar a lograr una variedad de objetivos comerciales y es efectiva debido a que ocupa toda la pantalla, y es probable que la voz o el estado se consideren altamente; aunque el mensaje no debe verse ni considerarse intrusivo (Whiteside, 2016). Las desventajas de los medios digitales utilizados en dispositivos móviles también incluyen capacidades creativas limitadas y alcance. Aunque hay muchos aspectos positivos, incluido el derecho del usuario a seleccionar información sobre productos, los medios digitales crean una plataforma de mensajes flexible y existe la posibilidad de venta directa (Belch & Belch, 2012).
Medición multiplataforma: la cantidad de canales de marketing continúa expandiéndose, a medida que las prácticas de medición aumentan en complejidad. Se debe utilizar una vista multiplataforma para unificar la medición de la audiencia y la planificación de medios. Los investigadores de mercado deben comprender cómo el omnicanal afecta el comportamiento del consumidor, aunque cuando los anuncios están en el dispositivo del consumidor, esto no se mide. Los aspectos importantes de la medición multiplataforma implican la deduplicación y la comprensión de que ha alcanzado un nivel incremental con otra plataforma, en lugar de generar más impresiones en las personas a las que se llegó anteriormente (Whiteside, 2016). Un ejemplo es "ESPN y comScore se asociaron en Project Blueprint y descubrieron que la emisora de deportes logró un aumento del 21% en el alcance diario no duplicado gracias a la publicidad digital" (Whiteside, 2016). Las industrias de la televisión y la radio son los medios electrónicos, que compiten con la publicidad digital y otras tecnologías. Sin embargo, la publicidad televisiva no compite directamente con la publicidad digital en línea debido a su capacidad de multiplataforma con la tecnología digital. La radio también gana poder a través de plataformas cruzadas, en contenido de transmisión en línea. La televisión y la radio continúan persuadiendo y afectando a la audiencia en múltiples plataformas (Fill, Hughes y De Franceso, 2013).
Orientación, visibilidad, seguridad de la marca y tráfico no válido: La orientación, la visibilidad, la seguridad de la marca y el tráfico no válido son aspectos que utilizan los especialistas en mercadeo para ayudar a promover la publicidad digital. Las Cookies son una forma de publicidad digital, que son herramientas de seguimiento dentro de los dispositivos de escritorio; causando dificultades, con deficiencias que incluyen la eliminación por parte de los navegadores web, la incapacidad de clasificar entre varios usuarios de un dispositivo, estimaciones inexactas para visitantes únicos, alcance exagerado, frecuencia de comprensión, problemas con los servidores de anuncios, que no pueden distinguir entre cuándo se han eliminado las cookies y cuándo los consumidores no han estado expuestos previamente a un anuncio. Debido a las inexactitudes influenciadas por las cookies, la demografía en el mercado objetivo es baja y varía (Whiteside, 2016). Otro elemento, que se ve afectado por el mercadeo digital, es la "visibilidad" o si el consumidor realmente vio el anuncio. El consumidor no ve muchos anuncios y es posible que nunca lleguen al segmento demográfico adecuado. La seguridad de la marca es otra cuestión de si el anuncio se produjo en el contexto de ser poco ético o tener contenido ofensivo. Reconocer el fraude cuando se expone un anuncio es otro desafío al que se enfrentan los especialistas en mercadeo. Esto se relaciona con el tráfico no válido, ya que los sitios prémium son más efectivos para detectar tráfico fraudulento, aunque los sitios no prémium son más el problema (Whiteside, 2016).

### Canales
Los canales de mercadeo digital son sistemas basados en Internet que pueden crear, acelerar y transmitir el valor del producto desde el productor al terminal del consumidor, a través de redes digitales. El mercadeo digital se ve facilitado por múltiples canales de mercadeo digital. Como anunciante, el objetivo principal de uno es encontrar canales que den como resultado una comunicación bidireccional máxima y un mejor ROI general para la marca. Hay varios canales de mercadeo digital disponibles, a saber:
1. Mercadeo de afiliados: Se percibe que el mercadeo de afiliados no se considera un medio de mercadeo seguro, confiable y fácil a través de plataformas en línea. Esto se debe a la falta de confiabilidad en términos de afiliados que pueden producir la cantidad demandada de nuevos clientes. Como resultado de este riesgo y los malos afiliados, deja a la marca propensa a la explotación en términos de reclamar comisiones que no se adquieren honestamente. Los medios legales pueden ofrecer cierta protección contra esto, pero existen limitaciones para recuperar cualquier pérdida o inversión. A pesar de esto, el mercadeo de afiliación permite que la marca comercialice hacia editores más pequeños y sitios web con menor tráfico. Las marcas que optan por utilizar este mercadeo a menudo deben tener cuidado con los riesgos involucrados y buscar asociarse con filiales en las que se establezcan reglas entre las partes involucradas para asegurar y minimizar el riesgo involucrado.[90]
2. Publicidad de display: Como el término lo indica, la publicidad de display en línea trata de mostrar mensajes o ideas promocionales al consumidor en Internet. Esto incluye una amplia gama de anuncios como blogs de publicidad, redes, anuncios intersticiales, datos contextuales, anuncios en motores de búsqueda, anuncios clasificados o dinámicos, etc. El método puede dirigirse a una audiencia específica sintonizando diferentes tipos de locales para ver un anuncio en particular. las variaciones se pueden encontrar como el elemento más productivo de este método.
3. Mercadeo por correo electrónico: El mercadeo por correo electrónico en comparación con otras formas de mercadeo digital se considera barato; también es una forma de comunicar rápidamente un mensaje, como su propuesta de valor, a los clientes existentes o potenciales. Sin embargo, los destinatarios pueden percibir que este canal de comunicación es molesto e irritante, especialmente para los clientes nuevos o potenciales, por lo que el éxito del mercadeo por correo electrónico depende del lenguaje y el atractivo visual que se aplique. En términos de atractivo visual, hay indicios de que el uso de gráficos/elementos visuales que son relevantes para el mensaje que se intenta enviar, pero que se apliquen menos gráficos visuales con los correos electrónicos iniciales son más efectivos a su vez, creando una sensación relativamente personal para correo electrónico. En términos de lenguaje, el estilo es el factor principal para determinar cuán cautivador es el correo electrónico. Usar un tono casual invoca una sensación más cálida, suave y acogedora en el correo electrónico en comparación con un estilo formal. Para combinaciones; se sugiere que para maximizar la efectividad; sin usar gráficos/visuales junto con un lenguaje casual. Por el contrario, no utilizar un atractivo visual y un estilo de lenguaje formal se considera el método menos eficaz.[91]
4. Mercadeo de motores de búsqueda: El mercadeo de motores de búsqueda (MMB) es una forma de mercadeo de Internet que implica la promoción de sitios web aumentando su visibilidad en las páginas de resultados de motores de búsqueda (PRMB) principalmente a través de publicidad paga. MMB puede incorporar la optimización del motor de búsqueda, que ajusta o reescribe el contenido del sitio web y la arquitectura del sitio para lograr una clasificación más alta en las páginas de resultados del motor de búsqueda para mejorar los listados de pago por clic (PPC).
5. Mercadotecnia en medios sociales: El término 'mercadeo digital' tiene una serie de facetas de mercadeo, ya que admite diferentes canales utilizados en y, entre ellos, se encuentran las redes sociales. Cuando utilizamos canales de redes sociales (Facebook, Twitter, Pinterest, Instagram, Google+, etc.) para comercializar un producto o servicio, la estrategia se denomina Social Media Marketing. Es un procedimiento en el que se crean y ejecutan estrategias para atraer tráfico a un sitio web o para llamar la atención de los compradores en la web utilizando diferentes plataformas de redes sociales.
6. Servicio de red social: un servicio de red social es una plataforma en línea que las personas utilizan para crear redes sociales o relaciones sociales con otras personas que comparten intereses, actividades, antecedentes o conexiones de la vida real similares personales o profesionales.
7. Publicidad en el juego: la publicidad en el juego se define como la "inclusión de productos o marcas dentro de un juego digital".[92] El juego permite a las marcas o productos colocar anuncios dentro de su juego, ya sea de manera sutil o en forma de banner publicitario. Existen muchos factores que determinan si las marcas tienen éxito en la publicidad de su marca/producto, estos son: tipo de juego, plataforma técnica, tecnología 3-D y 4-D, género de juego, congruencia de marca y juego, prominencia de publicidad dentro del juego. Los factores individuales consisten en actitudes hacia anuncios publicitarios, participación en juegos, participación en productos, flujo o entretenimiento. La actitud hacia la publicidad también tiene en cuenta no solo el mensaje mostrado sino también la actitud hacia el juego. Dependiendo de qué tan divertido sea el juego, determinará cómo se percibe la marca, lo que significa que si el juego no es muy agradable, el consumidor puede tener inconscientemente una actitud negativa hacia la marca/producto que se anuncia. En términos de comunicación de mercadeo integrada, "la integración de la publicidad en los juegos digitales en la estrategia general de publicidad, comunicación y mercadeo de la empresa"[92] es importante, ya que da como resultado una mayor claridad sobre la marca/producto y crea un efecto general mayor.
8. Relaciones públicas en línea
  - Publicidad en video - Este tipo de publicidad en términos de medios digitales/en línea son anuncios que se reproducen en videos en línea, por ejemplo, vídeos de Youtube. Este tipo de mercadeo ha experimentado un aumento de popularidad con el tiempo.[93] La publicidad en vídeo en línea generalmente consta de tres tipos: anuncios pre-roll que se reproducen antes de que se vea el vídeo, anuncios mid-roll que se reproducen durante el vídeo o anuncios post-roll que se reproducen después de que se mira el vídeo.[94] Se demostró que los anuncios post-roll tienen un mejor reconocimiento de marca en relación con los otros tipos, mientras que "la congruencia/incongruencia del contexto del anuncio juega un papel importante para reforzar la memorabilidad del anuncio".[93] Debido a la atención selectiva de los espectadores, existe la posibilidad de que no se reciba el mensaje.[95] La principal ventaja de la publicidad en video es que interrumpe la experiencia de visualización del vídeo y, por lo tanto, existe una dificultad para intentar evitarlos. La forma en que un consumidor interactúa con la publicidad en vídeo en línea puede reducirse a tres etapas: atención previa, atención y decisión de comportamiento.[96] Estos anuncios en línea brindan opciones y opciones a la marca / negocio. Estos consisten en la longitud, la posición y el contenido de video adyacente que afectan directamente la efectividad del tiempo de publicidad producido,[93] por lo tanto, manipular estas variables producirá resultados diferentes. Se ha demostrado que la duración del anuncio afecta la memorabilidad, mientras que una mayor duración resultó en un mayor reconocimiento de la marca.[93] Este tipo de publicidad, por su naturaleza de interrupción del espectador, es probable que el consumidor sienta que su experiencia está siendo interrumpida o invadida, creando una percepción negativa de la marca.[93] Estos anuncios también están disponibles para ser compartidos por los espectadores, lo que aumenta el atractivo de esta plataforma. Compartir estos vídeos se puede equiparar a la versión en línea del mercadeo boca a boca, lo que amplía el número de personas a las que se llega.[97] Compartir videos crea seis resultados diferentes: estos son "placer, afecto, inclusión, escape, relajación y control".[93] Además, es más probable que se compartan videos que tienen valor de entretenimiento, pero el placer es el motivador más fuerte para transmitir videos. La creación de una tendencia "viral" a partir de una cantidad masiva de publicidad de marca puede maximizar el resultado de un anuncio de video en línea, ya sea positivo o negativo.
9. Publicidad nativa: Implica la colocación de contenido pago que replica la apariencia y, a menudo, la voz del contenido existente de una plataforma. Es más eficaz cuando se utiliza en plataformas digitales como sitios web, boletines y redes sociales. Puede ser algo controvertido ya que algunos críticos creen que engaña intencionalmente a los consumidores.[98]
10. Mercadeo de contenido: Un enfoque de mercadeo que se centra en ganar y retener clientes ofreciendo contenido útil a los clientes que mejora la experiencia de compra y crea conciencia de marca. Una marca puede utilizar este enfoque para mantener la atención del cliente con el objetivo de influir en las posibles decisiones de compra.[99]
11. Contenido patrocinado: Contenido creado y pagado por una marca para promover un producto o servicio específico.[100]
12. Mercadeo de atracción: Una estrategia de mercado que implica el uso de contenido como un medio para atraer clientes a una marca o producto. Requiere una investigación exhaustiva de los comportamientos, intereses y hábitos del mercado objetivo de la marca.[101]

Es importante que una empresa se acerque a los consumidores y cree un modelo de comunicación bidireccional, ya que el mercadeo digital permite a los consumidores devolver comentarios a la empresa en un sitio comunitario o directamente a la empresa por correo electrónico. Las empresas deben buscar esta relación de comunicación a largo plazo mediante el uso de múltiples formas de canales y estrategias de promoción relacionadas con su consumidor objetivo, así como el mercadeo de boca en boca.

### Beneficios del mercadeo en redes sociales
- Permite a las empresas promocionarse ante un público amplio y diverso a los que no se podría llegar mediante el mercadeo tradicional, como la publicidad por teléfono y correo electrónico.[103]
- El mercadeo en la mayoría de las plataformas de redes sociales tiene un costo mínimo o nulo, lo que lo hace accesible para empresas de prácticamente cualquier tamaño.[103]
- Se adapta al mercadeo directo y personalizado que se dirige a mercados y datos demográficos específicos.[103]
- Las empresas pueden interactuar con los clientes directamente, lo que les permite obtener comentarios y resolver problemas casi de inmediato.[103]
- Entorno ideal para que una empresa realice estudios de mercado.[104]
- Puede utilizarse como medio para obtener información sobre los competidores y aumentar la ventaja competitiva.[104]
- Las plataformas sociales se pueden utilizar para promocionar eventos, ofertas y noticias de marca.[104]
  - Las plataformas también se pueden utilizar para ofrecer incentivos en forma de puntos de fidelidad y descuentos.[104]

### Autorregulación
El Código ICC tiene reglas integradas que se aplican a las comunicaciones de mercadeo que utilizan medios digitales interactivos en todas las pautas. También hay una sección completamente actualizada que trata temas específicos de las técnicas y plataformas de medios digitales interactivos. La autorregulación del código sobre el uso de medios interactivos digitales incluye:
- Mecanismos claros y transparentes que permitan a los consumidores elegir que no se recopilen sus datos con fines publicitarios o de mercadeo;
- Indicación clara de que un sitio de red social es comercial y está bajo el control o la influencia de un comercializador;
- Los límites se establecen para que los especialistas en mercadeo se comuniquen directamente solo cuando hay motivos razonables para creer que el consumidor tiene interés en lo que se ofrece;
- Respetar las reglas y estándares de comportamiento comercial aceptable en las redes sociales y la publicación de mensajes de mercadeo solo cuando el foro o sitio haya indicado claramente su voluntad de recibirlos;
- Especial atención y protección a la niñez.[105]

## Economía colaborativa
La economía colaborativa se refiere a un patrón económico que tiene como objetivo obtener un recurso que no se utiliza plenamente. La economía colaborativa está influyendo en los canales de comercialización tradicionales al cambiar la naturaleza de algunos conceptos específicos, incluidos la propiedad, los activos y la contratación.
Los canales de comercialización digital y los canales de comercialización tradicionales son similares en función de que el valor del producto o servicio pasa del productor original al usuario final a través de una especie de cadena de suministro. Los canales de mercadeo digital, sin embargo, consisten en sistemas de Internet que crean, promueven y entregan productos o servicios del productor al consumidor a través de redes digitales. El aumento de los cambios en los canales de comercialización ha contribuido de manera significativa a la expansión y el crecimiento de la economía colaborativa. Estos cambios en los canales de comercialización han dado lugar a un crecimiento histórico sin precedentes. Además de este enfoque típico, el control integrado, la eficiencia y el bajo costo de los canales de mercadeo digital son características esenciales en la aplicación de la economía colaborativa.
Los canales de mercadeo digital dentro de la economía colaborativa se suelen dividir en tres dominios que incluyen correo electrónico, redes sociales y mercadeo de motores de búsqueda o MMB.
- Correo electrónico: Una forma de mercadeo directo que se caracteriza por ser informativa, promocional y, a menudo, un medio de gestión de las relaciones con los clientes.[109] La organización puede actualizar la información de la actividad o promoción al usuario suscribiéndose al boletín de correo que pasó al consumir. El éxito depende de la capacidad de una empresa para acceder a la información de contacto de su clientela pasada, presente y futura.[109]
- Redes sociales: Las redes sociales tienen la capacidad de llegar a una audiencia más amplia en un período de tiempo más corto que los canales de mercadeo tradicionales.[109] Esto hace que las redes sociales sean una herramienta poderosa para la participación del consumidor y la difusión de información.[109]
- Mercadeo de motores de búsqueda o MMB: requiere un conocimiento más especializado de la tecnología incorporada en las plataformas en línea.[109] Esta estrategia de mercadeo requiere un compromiso y dedicación a largo plazo para la mejora continua de la presencia digital de una empresa.[109]

Otros canales de mercadeo digital emergentes, en particular las aplicaciones móviles de marca, se han destacado en la economía colaborativa. Las aplicaciones móviles de marca se crean específicamente para iniciar el compromiso entre los clientes y la empresa. Esta participación suele facilitarse mediante el entretenimiento, la información o las transacciones comerciales.

## Marketing digital y el comercio electrónico

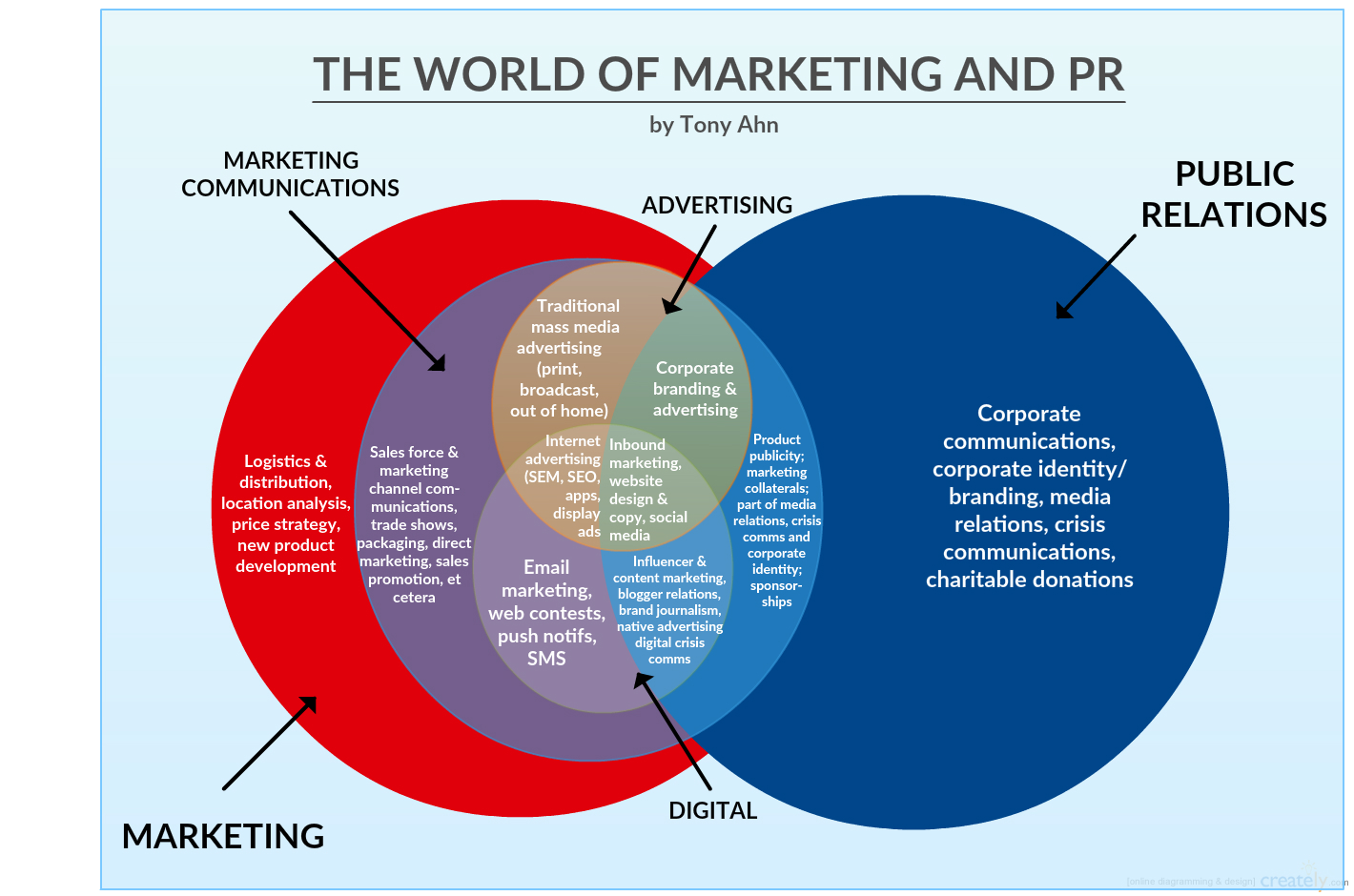
Diagrama de Venn de cinco conjuntos que muestra las distintas subfunciones del marketing y las relaciones públicas.

También se aplican técnicas del mercadotecnia tradicional en combinación con las técnicas de los nuevos medios. Se trata de un componente del comercio electrónico, por lo que puede incluir la gestión de contenidos, las relaciones públicas, la reputación en línea, el servicio al cliente y las ventas. Una de las características principales de esta nueva tendencia, es que posibilita la realización de campañas y estrategias personalizadas pues ofrece una gran capacidad analítica y así lograr lanzar campañas para mercados objetivos muy segmentados. La mercadotecnia digital pretende ser una adaptación de la filosofía de la web 2.0 a la mercadotecnia, se refiere a la transformación de la mercadotecnia como resultado del efecto de las redes en Internet. Debe estar centrada en el público y debe existir una interacción entre la campaña de promoción y el público que la recibe. Algunas características de la Mercadotecnia Digital podrían ser un contenido atractivo y un entorno donde el público pueda recibir la información. El contenido que ofrece la Mercadotecnia Digital como el entorno deben tener interacción con el público. Las redes sociales están creciendo en inversión sobre los métodos de publicidad tradicionales, prácticamente todas las redes de amplia utilización incorporan ya fórmulas para efectuar publicidad efectiva en ellas.
La mercadotecnia digital representa un cambio dramático en beneficio de las búsquedas y compras de bienes y servicios, independientemente de la publicidad, campañas de mercadotecnia y mensajes. En él, los clientes toman decisiones bajo sus propios términos, apoyándose en las redes de confianza para formar opiniones, tales como personas cercanas o comentarios de los diferentes usuarios que ya han probado antes un producto o servicio. Se puede decir que ha cambiado los roles de la mercadotecnia, antes la mercadotecnia lo hacían los directivos y sus agencias, con este significativo cambio la mercadotecnia digital lo puede hacer cualquiera. Hoy en día vemos mucho contenido que es generado por diferentes usuarios de marcas y que llegan a ser más compartidos y tener un mayor impacto entre clientes actuales y potenciales que lo que comunica la misma marca en sus plataformas oficiales. Estos cambios tienen implicaciones dramáticas sobre cómo la mercadotecnia es creada y la forma en la que los consumidores toman un rol participativo en el desarrollo de nuevos productos y marcas. Hemos pasado de decisiones dirigidas por la compañía a compañías que promueven la creación colaborativa con sus consumidores utilizando plataformas digitales. La mercadotecnia digital ha generado importantes cambios en cómo se comercializan los servicios, como la banca o las telecomunicaciones.

### SoLoMo Marketing
SoLoMo es un acrónimo de Social, Local y Mobile, y es una estrategia de marketing digital que integra estas tres dimensiones para personalizar y hacer más relevante la interacción entre marcas y consumidores. Nacido de la confluencia de las redes sociales, la ubicación geográfica y la tecnología móvil, el marketing SoLoMo ha emergido en el siglo XXI como un enfoque eficaz para conectar con los consumidores de formas innovadoras y personalizadas.
El término fue acuñado por primera vez por John Doerr, un capitalista de riesgo de Silicon Valley, durante la conferencia de tecnología SXSW en 2010. La necesidad de una mayor personalización en el marketing y la adopción generalizada de dispositivos móviles y redes sociales dieron lugar al desarrollo del marketing SoLoMo. A lo largo de la última década, este enfoque ha ido ganando terreno a medida que las empresas buscan formas más efectivas de conectar con los consumidores en la era digital.
Esta estrategia ofrece múltiples beneficios, incluyendo una mayor personalización, el aumento del compromiso del cliente y la capacidad de llegar a los consumidores en el momento y lugar adecuados. Sin embargo, también presenta desafíos, como la protección de la privacidad del consumidor y la necesidad de proporcionar un contenido de alta calidad y relevante. Además, las empresas deben ser capaces de analizar y utilizar de manera efectiva los grandes volúmenes de datos generados por las estrategias de SoLoMo.
En los próximos años, se espera que el SoLoMo Marketing evolucione a medida que la tecnología y las tendencias del consumidor cambien. El avance de la tecnología de localización, la creciente importancia de la privacidad del consumidor y el desarrollo de la inteligencia artificial para el análisis de datos son factores que podrían influir en el futuro del SoLoMo Marketing.
A través de los años el Marketing Digital ha ido evolucionando, lo cual ha beneficiado a las empresas en sus resultados de venta incluyendo a la inteligencia artificial como herramienta.